# 女僕水果盤
《女僕水果盤》是寺本薰以四格漫畫形式創作的日本漫畫作品。先後在雙葉社的四格漫畫月刊與連載，隨著雜誌休刊而轉移到手機付費電子書籍連載。

## 作品概要
本作在連載作品替換劇烈的上從創刊號連載到最終號（全13回），是此雜誌的主要台柱之一。於2005年7月9日發售8月號後休刊，本作則移到同出版社的另一本雜誌，自2005年8月20號發售的10月號連載到2006年7月20號發售的最終號，而自2006年12月1日起在同出版社的電子書籍第1號開始連載。作品能用手機下載購買。
本作名稱由來，是因為登場的三個女僕的名字都是水果名稱的緣故。

## 劇情簡介
為了成為漫畫家，一成獨自一人離家出走，靠著打工賺錢，在公寓一個人生活。一年後，三位女僕突然出現在他的面前。她們是一成的有錢父親請來的女僕，想把一成帶回家，卻因為一成的決心而放棄，轉而完成一成父親的另一個願望「幫忙一成實現夢想」，並一起住進公寓內。從此，一成開始過著充滿困擾的刺激生活。
本作描寫一成、三個女僕與周遭其他人們生活的搞笑四格漫畫。

## 登場人物
一成
立志成為漫畫家的大學一年級學生。老家家境富裕，但因為父親反對而離家出走，現在靠著自己打工賺來的錢在公寓一個人生活，在漫畫研究社過著每天畫漫畫的日子。漫畫技巧不算很好。喜歡巨乳，女僕們搬來後常陷入妄想狀態。是莓喜歡的類型。有戀姐情結。
野野村 莓
接受一成父親委託，從女僕協會派來的女僕之一，三人中年紀最輕。特徵為烏黑長髮，個性和善，有點天然呆。因為是新人而只能穿女僕服，平時為了保護一成，總是以女僕服的姿態和他一起行動。對什麼事都很認真，很熱心地研究向漫研社借來的角色扮演書籍和同人誌。加入公司後的第一個工作就是照顧一成，和兩個前輩也是第一次見面。夢想是「成為最強的女僕」。著迷於向漫研社借來的特攝節目「宇宙刑警葛力克」，為了收看而只在星期天早起。穿著粉紅色調的女僕服。
蜜柑
接受一成父親委託，而被女僕協會派來的女僕之一。戴眼鏡的短髮眼鏡少女，什麼事都很容易注意到。擅長危險物處理，也能模仿一成父親的聲音。
為了保護一成而成為同校的大學生，並加入漫研社，擅長繪畫。開著SILVIA，在山路上被稱為「紅色閃光」，開車開得非常快。喜歡動畫名作劇場，開車時一直放其中的音樂。在家裡布置了各種機關，同時擅長機械，有做出「貓耳林檎機器人」，對建築也有研究。在照顧一成的委託之前就認識林檎。穿著黃色調的女僕服。
橘 林檎
接受一成父親委託，而被女僕協會派來的女僕之一，三人之中最年長。留著會翹起來的及肩長髮，個性冷酷，有點愛惡作劇，擅長射擊與特殊化妝。為了保護一成，靠著金錢和權力在同一間大學擔任「心理學教授兼漫研顧問」。喜歡貓等可愛的東西，怕鬼，喝一口酒就會醉倒。容易操心，在一成和莓單獨相處時會跟蹤他們。常用「把這些報告給雙親知道」作為殺手鐧讓一成聽話。穿著青色系女僕服。
女僕協會
莓、蜜柑與林檎所屬的神秘公司。具有階級制度，新人只能穿女僕服（元旦例外，就算是新人也會收到配給的和服。另外也能穿主人的衣服）。原本是「什麼都做屋」，後來因為理事長的興趣，只雇用女社員，並讓全員都變成女僕，也有需要用到武器的工作，公司詳細內容是一大謎團。三人受到一成父親委託「帶回一成或是協助他完成夢想」，收了五千萬的訂金。三人都很喜歡一成。而後在一成畫漫畫時，三人便擔任他的助手。同時，三人將一成住的公寓整層樓買下來，將牆壁打通改裝出直達通路。一開始和一成住在同一樓，後來在下一樓有各自的房間。
社長
一成所屬漫研社社長。身高高大的黑髮男性。沒有女性緣，對女裝一成一見鍾情，常常一個人一頭熱。
美沙
一成所屬漫研社前輩。巨乳長髮女性。現役角色扮演者，喜歡讓蜜柑試穿自己做的服裝。能用臉靠著對方的胸部這種方式測量服裝尺寸。特別喜歡蜜柑。
一成的姐姐
年齡25歲，登場人物中最年長，但身高最低，看起來十分年幼。擔心離家出走的一成，常找理由來拜訪一成。曾試著設計旅館。會替妹妹著想。
一成的妹妹
年僅12歲便有一副魔鬼身材，長相和姊姊一模一樣。愛慕哥哥一成，個性內向。為了和哥哥看齊而開始畫圖（描繪對象是男人畫像）。
貓耳林檎機器人
蜜柑做出來作為林檎替身的機器人。外表和林檎相同，但戴著黑色貓耳雷達。服裝和家庭餐廳的制服類似。個性率真寡言，和林檎不同。用「喵」作語尾。有接近林檎喜歡對象的習慣。能用腳部火箭飛行。連載時只登場一次，但在單行本第一集特別短篇多次登場，和一成等人一同生活。
小貓
作品內的人氣角色，林檎非常喜歡。造型是用雙腳站立的貓，特徵為粗眉毛和圓形眼睛。作品中以布偶、巧克力包裝等模樣出現，在單行本內作為作者代理登場。

## 出版書籍

### 日文版
1. （2005年10月12日發售、11月12日第1刷發行） ISBN 9784575939774
2. （2008年3月28日發售、4月28日第1刷發行） ISBN 9784575941531

### 中文版
1. （2006年7月20日發售）

## 外部連結
- UACATS （页面存档备份，存于）（寺本薰個人網頁）（日語）